# لازار كابتو
لازار كابتو (1939 - 12 أبريل 2021) أكاديمي كاميروني. كان نشطًا كعالم فيروسات وأجرى الكثير من الأبحاث حول فيروس نقص المناعة البشرية/الإيدز.

## السيرة الشخصية
ولد في مبانجا عام 1939، وعمل كابتوي عمدة دمينغ في غرب الكاميرون. كما كان أستاذاً في جامعة مونتاغناس التي كان أحد الأعضاء المؤسسين لها. اشتهر مختبره باكتشاف المجموعة O من HIV-1. بالإضافة إلى مسيرته الأكاديمية امتلك عيادة في باستوس ياوندي.
توفي لازار كابتو في ياوندي في 12 أبريل 2021.